# Pronume personal
În gramatică, pronumele personal este un pronume care se referă la diferitele persoane gramaticale.
Pronumele personale se diferențiază în general după poziția în situația de comunicare a ființelor, lucrurilor sau noțiunilor personificate, al căror nume îl înlocuiesc (la care se referă):
- al vorbitorului (persoana I singular);
- al unui grup care include vorbitorul (persoana I plural);
- al unui destinatar al enunțului vorbitorului (persoana a II-a singular);
- al unui grup care include cel puțin un destinatar (persoana a II-a plural);
- al unei ființe, al unui lucru, al unei noțiuni despre care se vorbește, în afară de persoana I și a II-a (persoana a III-a singular);
- al unui grup de ființe, lucruri sau noțiuni despre care se vorbește (persoana a III-a plural).

În funcție de limbă, în afară de număr, unele sau altele dintre pronumele personale pot exprima și categorii gramaticale ca genul și cazul.
În unele limbi, pronumele personal se poate referi nu numai la nume. De exemplu, în franceză, pronumele personal de persoana a III-a singular le, numit cu valoare neutră, poate înlocui și un adjectiv cu funcție de nume predicativ (Suzanne est bonne en mathématiques mais elle l’est moins en physique „Suzanne este bună la matematică, dar e mai puțin bună la fizică”), un verb la infinitiv sau un grup al acestuia cu funcție de complement direct (Elle a demandé au serveur de lui apporter le menu „(Ea) i-a cerut chelnerului să-i aducă meniul” → Elle le lui a demandé „I-a cerut asta”), ori o propoziție completivă directă: Quand arrivez-vous? Dites-le-nous au plus vite! „Când sosiți? Spuneți-ne cât mai repede!”.
După locul unde se află referentul lor, pronumele personale de persoana a III-a pot fi:
- anaforice (pronumele reia referentul din aceeași frază): en  Philip is looking for his knife, which he desperately needs „Philip își caută cuțitul, de care are neapărat nevoie”;
- cataforice (pronumele anticipează referentul din aceeași frază): en  Before she said anything, Caroline thought about it a long time „Înainte de a spune ceva, Caroline s-a gândit la asta mult timp”;
- exoforice (referentul este în afara frazei): en  Caroline is glad that he is coming „Caroline se bucură că el vine”.

## Formele pronumelui personal

### Pronume personale altele decât de politețe
Pronumele personale pot să-și schimbe forma conform funcției lor sintactice, cel puțin în limbile flexionare și în cele aglutinante. Numărul formelor variază în funcție de limbă. De exemplu, în limba engleză este mai redus decât în franceză sau română. În engleză, persoana a II-a are o singură formă, you (unică și pentru singular și plural), persoana a III-a singular referitoare la inanimate o singură formă (it), celelalte persoane având câte două forme: I / me (I. sg.), he / him (III. sg. masculin), she / her (III. sg. feminin), we / us (I. pl.), they / them (III. pl.).
În limba română:
| Nominativ | Genitiv           | Vocativ | Dativ            | Dativ              | Acuzativ         | Acuzativ           |
| Nominativ | Genitiv           | Vocativ | forme accentuate | forme neaccentuate | forme accentuate | forme neaccentuate |
| --------- | ----------------- | ------- | ---------------- | ------------------ | ---------------- | ------------------ |
| eu        | –                 | –       | mie              | îmi, mi            | pe mine          | mă, m-             |
| tu        | –                 | tu!     | ție              | îți, ți            | pe tine          | te                 |
| el        | (al/a/ai/ale) lui | –       | lui              | îi, i              | pe el            | îl, l-             |
| ea        | (al/a/ai/ale) ei  | –       | ei               | îi, i              | pe ea            | o                  |
| noi       | –                 | –       | nouă             | ne, ni             | pe noi           | ne                 |
| voi       | –                 | voi!    | vouă             | vă, v-, vi         | pe voi           | vă, v-             |
| ei        | (al/a/ai/ale) lor | –       | lor              | le, li             | pe ei            | îi, i-             |
| ele       | (al/a/ai/ale) lor | –       | lor              | le, li             | pe ele           | le                 |

La acestea se adaugă pronumele dânsul / dânsului, dânsa / dânsei, dânșii / dânșilor, dânsele / dânselor.
Maghiara, bunăoară, este o limbă în care sunt și mai multe pronume personale, existând două categorii. Una cuprinde cele exact corespunzătoare celor din limbile indoeuropene, dar care îndeplinesc numai funcțiile de subiect și de complement direct. Pentru exprimarea celorlalte tipuri de complemente se folosesc pronume personale formate de la sufixele formatoare de complemente, care alteori li se adaugă substantivelor. Pentru a forma pronume personale, la aceste sufixe se adaugă așa-numitele sufixe personale care corespund desinențelor verbale. Astfel sunt, de exemplu, nekem „mie”, tőled „de la tine”, hozzánk „la noi”. În această categorie intră și pronume personale formate de la postpoziții cu aceleași sufixe, de pildă alattam „sub mine”.
Nu în toate limbile există forme accentuate diferite de cele neaccentuate. Așa este, de exemplu, maghiara. În limbile în care există (româna, franceza, unele limbi slave etc.), pentru a scoate în evidență partea de propoziție exprimată de pronume, trebuie folosită forma accentuată a acestuia. În română și în franceză, uneori trebuie folosite ambele forme în aceeași propoziție:
- ro  Pe tine te aștept, Vouă nu vă lipsește nimic[8];
- fr  Moi, je vais aller à la plage et toi, qu’est-ce que tu vas faire? „Eu am să merg la plajă, dar tu ce ai să faci?”[9].

### Pronume personale de politețe
În unele limbi există pronume personale specifice pentru destinatarul sau și pentru persoana a III-a față de care vorbitorul exprimă politețe. Astfel este româna, în care sunt pronume de două grade diferite de politețe pentru destinatar(i) și pronume de politețe pentru persoana a III-a:
- dumneata / dumitale – pers. II. sg., grad de politețe mai redus;
- dumneavoastră – pers. II. sg./pl., grad de politețe mai ridicat;
- dumnealui, dumneaei, dumneasa / dumisale, dumnealor – pers. III.

Tot pentru exprimarea a două grade diferite de politețe, există pronume personale specifice și în maghiară, dar numai pentru destinatar(i): maga „dumneata” (pl. maguk), ön „dumneavoastră” sg., önök „dumneavoastră” pl. Spre deosebire de română, aceste persoane sunt morfologic de persoana a III-a, verbul asociat cu ele fiind tot la această persoană.
În limba spaniolă, pronumele de politețe pentru destinatar este unul singur, tot de persoana a III-a: usted „dumneavoastră” sg., ustedes „dumneavoastră” pl..

## Sintaxa pronumelui personal
Pronumele personal îndeplinește în esență aceleași funcții sintactice ca substantivul.
Există diferențe între limbi în ceea ce privește necesitatea folosirii pronumelui personal. În limbile în care flexiunea verbului este dezvoltată, adică există desinențe care disting bine persoanele, folosirea pronumelui personal cu funcția de subiect nu este obligatorie, acesta fiind utilizat numai dacă se dorește scoaterea în evidență a persoanei. Astfel de limbi sunt, de pildă, româna, spaniola, limbile slave, maghiara etc. Sunt limbi în care forma verbală nu poate deloc sau aproape deloc să includă persoana subiectului, de exemplu engleza sau franceza, și în care subiectul trebuie exprimat printr-un cuvânt aparte, la persoana I și a II-a acesta fiind pronumele personal, la persoana a III-a de asemenea, dacă nu este exprimat prin alt cuvânt. Exemple:
- en  I couldn’t tell you „N-aș putea să-ți / să vă spun”, He’s quite tall „(El) e destul de înalt”[5];
- fr  Jean et Bertille, quand venez-vous nous voir? „Jean și Bertille, când veniți pe la noi?”[12].

Într-o limbă precum maghiara nu este necesară nici exprimarea prin pronume personal a complementului direct numit definit, atunci când nu se scoate în evidență, fiind exprimat de desinența verbului cu un asemenea complement, care este diferită de desinența sa atunci când nu are complement direct definit. De exemplu, arătând pe cineva interlocutorului, vorbitorul poate întreba: Ismered? „Îl/O cunoști?”.